# Пэнтоушань
Культура Пэнтоушань — неолитическая археологическая культура, локализованная в 7500 — 6100 гг. до н. э. в центральной части долины реки Янцзы. Типичные поселения — Пэнтоушань и Башидан.
Пэнтоушань расположен в современной провинции Хунань. Это древнейшее постоянное поселение человека на территории Китая. Открыто в 1988 г. Среди находок обнаружена шнуровая керамика, самая ранняя форма керамики, родственная протоайнской культуре Дзёмон. Культура появилась не позднее 7500 г. до н. э., но по данным радиоуглеродного анализа, найденные здесь древнейшие остатки культурного риса датируются 8200 — 7800 гг. до н. э. Хотя зерно высеваемого здесь риса было заметно крупнее, чем у дикого, и, следовательно, к моменту становления культуры Пэнтоушань он уже прошёл некоторый период селекции, среди находок раннего периода нет специфических для земледельческой культуры орудий труда. Они появляются несколько позже, что свидетельствует об эволюции земледелия в рамках данной культуры.
К концу существования культуры у её северных границ развивается ещё одна неолитическая культура — Пэйлиган.